# Dee D. Jackson
Dee D. Jackson (Oxford, 1954. július 15.) angol énekesnő, aki az 1970-es évek végén az NSZK-ban készített diszkólemezeivel vált népszerűvé a műfaj kedvelői körében. Eredeti neve: Deirdre Elaine Cozier.

## Pályafutása

### A kezdetek
Dee D. francia édesapja, Royston dzsesszzongorista volt, édesanyja, Gloria énekesnő és táncosnő. Ilyen szülők mellett természetesen Dee D. is fogékonnyá vált a zenére: gitár- és zongoraleckéket vett. 16 éves koráig szorgalmasan tanult az oxfordi iskolában, akkor azonban elhatározta, hogy énekesnő lesz. Egy kicsiny klubban kapott munkát – pincérnőként. Itt értesült arról, hogy Münchenben érdemes szerencsét próbálnia, amely az akkoriban nagyon népszerű eurodisco fellegvára volt. Dee D. szeme előtt Amanda Lear és Donna Summer sikerei lebegtek. Elhatározta, hogy az NSZK-ba utazik, hogy találkozzon az ifjú tehetségek pártfogójával, Abi Ofarim zenei producerrel, ám a találkozó nem jött létre. Az ambiciózus lánynak azonban szerencséje volt: angol stúdiózenészekkel futott össze, akik éppen a divatos női trió, a Silver Convention (Fly, Robin, Fly) új lemezén dolgoztak. Gary Unwin basszusgitáros és felesége, Patti otthonukba fogadták a pénz nélküli Dee D.-t. A lány a Song Parnass nevű klubban vállalt munkát: népdalokat énekelt, eleinte igen alacsony díjazásért, ám idővel egyre népszerűbb lett. Első kislemeze, a Man of a Man sikernek bizonyult, ezért ahogy szokás, az ifjú tehetség nagylemezfelvételi lehetőséget kapott.

### A diszkókirálynő

Jelenet a Cosmic Curves egyik dalához, az Automatic Loverhez készült videóból

Természetesen a stílus maradt a diszkó, hiszen az irányzat akkoriban volt a csúcson. A jó barát, Gary Unwin szerzőként is részt vett a lemez elkészítésében. Akkoriban világszerte nagy sikert aratott a Csillagok háborúja című film, divatosak voltak a sci-fi témák zenében, filmben és a szórakoztatóipar különböző ágazataiban. A sci-fi jegyében készült a Cosmic Curves címet viselő album is. A kor diszkódivatját követték abban, hogy a lemez „A” oldalán található felvételek egybefolytak, s közel 20 perces nonstop mixet alkottak. Az album a Jupiter Records gondozásában jelent meg. A producer az a Ralph Siegel volt, aki a következő évben óriási sikert ért el a Dschinghis Khan nevű együttesével. A Cosmic Curves első kislemeze az Automatic Lover volt, amely nagy sikert aratott, s a toplisták élmezőnyébe is bekerült: több mint 6 milliót adtak el belőle világszerte. (Érdekes módon nálunk a Magyar Rádió inkább Sylvia feldolgozásában játszotta a dalt.) A következő kislemezt még 1978 végén piacra dobták: Meteor Man. 1979-ben Dee D.-nek csupán egy kislemeze jelent meg, a Fireball. Ez is slágernek bizonyult, akárcsak az új korongot beharangozó S. O. S. (Love to the rescue.). A második nagylemez, az 1980-as Thunder and Lightning azonban már meg sem közelítette az előző LP sikerét: az ún. „space-disco” divatja elmúlt, s az énekesnő az új lemezen már nem érzett rá a legmenőbb stílus- és hangzásvilágra. Talán ez is szerepet játszott abban, hogy ugyanabban az évben Los Angelesbe ment.

### Túl a csúcson
Dee D. Los Angeles után Olaszországba helyezte át a székhelyét. Ez nem volt rossz húzás, hiszen a '80-as évek elején bealkonyult a müncheni diszkóhangzásnak, s a műfaj új trendjét az olaszok kezdték meghatározni: az ún. italodisco a '80-as évek közepére futott fel igazán. Dee D. kislemezeivel és maxijaival azonban nem tudott az újabb irányzat sztárjává válni, bár például a Moonlight and Starlight című 1984-es maxija nem volt sikertelen. Legismertebb slágere 10 éves jubileumára, 1988-ban Michael Cretu remixet készített az Automatic Loverből. Cretu akkoriban nagy sikereket ért el felesége, Sandra karrierjének egyengetése révén, s később az Enigma nevű formációjával világméretű népszerűségre tett szert. A kb. 7 perces remix azonban nem sikerült túl jól: Dee D. énekéből alig hagytak meg valamit, s túlságosan sokszor ismétlődik a részben monoton géphangra épülő refrén. A '90-es évek elején CD-n jelent meg az énekesnő első két albuma bónuszfelvételekkel: a nosztalgiázni vágyók örömmel fogadták a kiadványokat. Talán ennek köszönhetően Dee D. új albumot is készített. Tevékenységét közben kiszélesítette: producerként is dolgozik. Saját lemezcégének neve: DDE (Divine Dance Experience) Records. House, trance, tribal és R&B jellegű zenéket adnak ki.

## Ismertebb lemezei
(A netes források eltérő dátumokat adnak meg, mivel bizonyos korongok eltérő időpontokban jelentek meg a különböző országokban.)

### Nagylemezek
- 1978 Cosmic Curves
- 1980 Thunder and Lightning
- 1980 The Fantastic (a Thunder and Lightning újabb kiadása: a két lemez anyaga teljesen megegyezik)
- 1981 Profile (válogatás)
- 1995 Blame It On The Rain
- 1998 Il Meglio (válogatás)

### Kislemezek, maxik
- 1978 Man of a Man / Only Your Love
- 1978 Automatic Lover / Didn't think you'd do it
- 1978 Meteor Man / Galaxy Police
- 1979 Fireball / Falling Into Space
- 1980 S. O. S. (Love to the rescue) / Which Way Is Up
- 1981 Talk Me Down
- 1982 Shotgun / How Do You Want Your Love
- 1984 Moonlight and Starlight
- 1984 My Sweet Carillon
- 1985 Heat of the Night
- 1988 Automatic Lover (remix)
- 1996 People